# Welcome to Sajjanpur

Welcome to Sajjanpur est une comédie de Bollywood réalisée par Shyam Benegal sortie en 2008. Le film retrace la vie d'un village en suivant un écrivain public interprété par Shreyas Talpade qui tente de conquérir l'amour d'Amrita Rao, son amie d'enfance. Il a été bien accueilli par le public et les critiques.

## Synopsis
À l'issue de ses études, Mahadev Kushwaha revient vivre dans son village natal où, pour gagner sa vie, il s'installe comme écrivain public. De nombreux villageois étant analphabètes s'adressent à lui et il devient ainsi le témoin de la vie de la petite communauté.

## Fiche technique
- Titre : Welcome to Sajjanpur
- Réalisateur : Shyam Benegal
- Scénario : Ashok Mishra
- Musique : Shantanu Moitra
- Parolier : Ashok Mishra et Swanand Kirkire (en)
- Chorégraphie : Howard Rosemeyer
- Photographie : Rajan Kothari
- Montage : Aseem Sinha
- Production : Ronnie Screwvala et Zarine Mehta
- Langue : hindi
- Pays d'origine : Inde
- Date de sortie : 19 septembre 2008
- Format : Couleurs
- Genre : comédie
- Durée : 151 min

## Distribution
- Shreyas Talpade : Mahadev Kushwaha
- Amrita Rao : Kamla Kumharan
- Ravi Kishan : Ram Kumar
- Ravi Jhankal : Munnibai Mukhanni
- Yashpal Sharma : Ramsingh
- Rajeshwari Sachdev : Shobha Rani
- Divya Dutta : Vindhya
- Ila Arun : Ramsakhi Pannawali
- Kunal Kapoor : Bansi
- Lalit Mohan Tiwari : Subedar Singh
- Rajit Kapur : le percepteur
- Vineeta Malik : la belle-mère de Kamla
- Dayashankar Pandey : Chidamiram Naga Sapera
- Sri Vallabh Vyas : Ramavtar Tyagi (Masterji)

## Musique
Le film comporte sept chansons dont un remix, composées par Shantanu Moitra sur des paroles d'Ashok Mishra et Swanand Kirkire (en).
- Sitaram Sitaram - KK
- Ek Meetha Marz De Ke - Madhushree, Mohit Chauhan
- Bheeni Bheeni Mehki Mehki - KK, Shreya Ghoshal
- Dildara Dildara - Sunidhi Chauhan, Sonu Nigam
- Aadmi Azaad Hai - Kailash Kher
- Munni Ki Baari - Ajay Jhingran
- Sitaram Sitaram (Remix) - KK